# Tomás Crespo Rivera

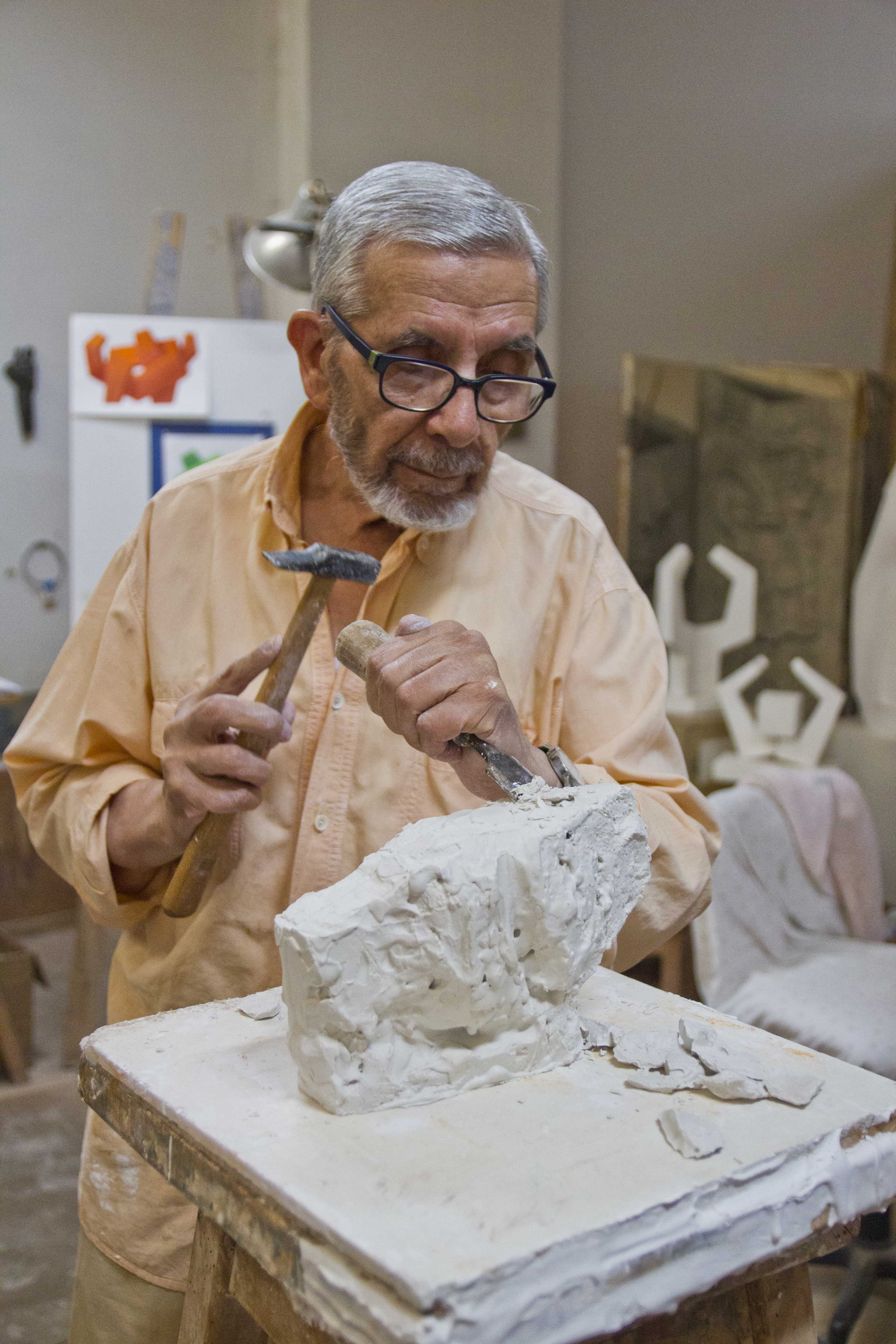
Tomás Crespo Rivera en 2016

Tomás Crespo Rivera (Zamora, 3 de agosto de 1932) es un escultor español. 

## Biografía
Estudia en la Escuela de Bellas Artes de Zamora y completa su formación en Madrid, en la Escuela de Bellas Artes de San Fernando. A principios de los años sesenta se traslada a Barcelona, donde entra en contacto con el Cercle Liceo Francés y el crítico y pintor José María de Sucre. En 1962 retorna a su ciudad natal, donde establece su estudio. Entre 1983 y 1991 se dedica a la docencia, impartiendo clases de modelado en la Escuela de Artes y Oficios de Zamora. En 1993, centra su actividad en la creación de diseño y la decoración, dirigiendo la empresa de la que es copropietario. Desde 1999 hasta la actualidad se dedica plenamente a la escultura,

## Obras destacadas
- Cristo Rey, 1960. Iglesia de Cristo Rey. Zamora. Piedra de Colmenar.

- Nacimiento, 1962. Premio Arte Navideño, Galerías Preciados. Madrid. Madera de Nogal.

- Retrato del torero Andrés Vázquez, 1964. Busto para el monumento a Andrés Vázquez. Plaza de Toros de Zamora. Zamora. Bronce.

- Santa Teresa, 1964. Museo de las Provincias. Fundación Estrada Saladich, El Pedregal-Bellaterra. Barcelona. Granito de Cardeñosa.

- Equilibrio circular, 1970. Jardines Eduardo Barrón. Zamora. Hierro,[2]